# Trampled Under Foot/Black Country Woman
Trampled Under Foot/Black Country Woman è un singolo discografico del gruppo inglese Led Zeppelin, pubblicato nel 1975.

## Tracce
1. Trampled Under Foot – 5:38 (Robert Plant, Jimmy Page, John Paul Jones)
2. Black Country Woman – 4:30 (Robert Plant, Jimmy Page)

## Brani
Trampled Under Foot
Le parole, scritte dal cantante, prendono spunto da un classico pezzo blues di Robert Johnson, Terraplane Blues, dal quale sono estratte metafore di tipo sessuale (come "Pump your gas" e "Rev all night"). La canzone venne composta durante le sessioni di prova per il precedente album, Houses of the Holy, nel 1972, ma non fu mai registrata fino al 1974. Nei live veniva allungata nella sua parte centrale fino a farla durare circa nove minuti e nel finale, Plant, usava riprendere le parole del pezzo acustico Gallows Pole. John Paul Jones, in questa canzone, suona un clavinet, mentre Page usa un wah wah.

## Formazione
- Robert Plant – voce
- Jimmy Page – chitarra elettrica con wah wah
- John Paul Jones – clavinet, basso elettrico
- John Bonham – batteria